# 韋格林銀行
韋格林銀行是瑞士最古老的銀行，成立於1741年，位於瑞士的聖加倫，主要從事私人銀行及投資管理等業務。
2012年，美國起訴韋格林銀行替美國人逃稅，韋格林銀行於2013年向美國司法機構承認，過去十年替超過100位美國人隱瞞超過12億美元的資產，部分是2008年瑞銀被美國檢控後轉戶到韋格林銀行，最終韋格林銀行被罰五千多萬美元。韋格林銀行也隨之宣布在審詢正式完結後將會結業。